# Panierowanie

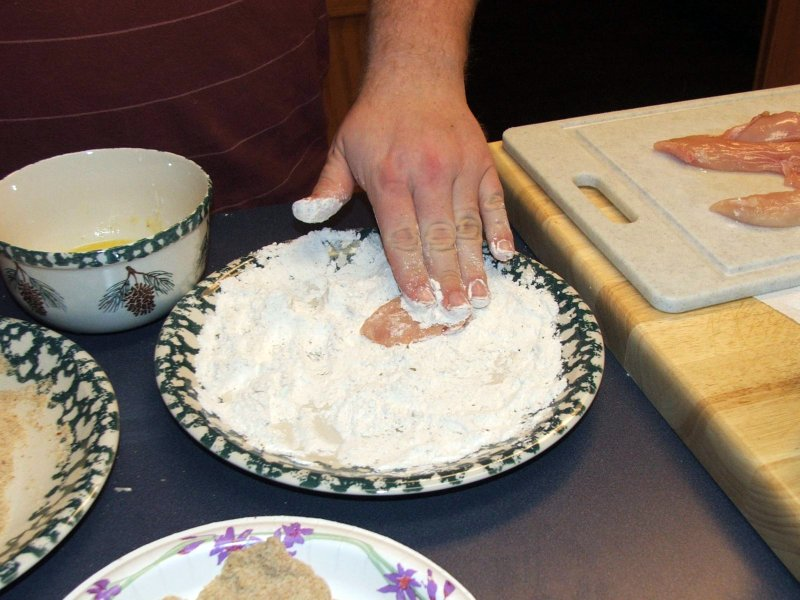
Panierowanie

Panierowanie – w sztuce kulinarnej obtaczanie w panierce produktu przeznaczonego do smażenia.
Tradycyjna panierka składa się z substancji wiążącej (rozmącone jajko albo mleko) i mąki lub bułki tartej. Najczęściej stosuje się następujące kompozycje:
- jajko/mleko i bułka tarta (np. do kotletów schabowych),
- jajko i mąka (do ryb).

W skład panieru może dodatkowo wchodzić utarty twardy ser. 
Spotyka się również inne rodzaje panierek, np. z ziaren soi, sezamu czy orzechów. Można kupić także gotowe panierki z dodatkiem przypraw odpowiednich do danej potrawy.
Zasada panierowania jest taka, że najpierw produkt zwilżany jest rozbełtanym jajkiem, a następnie posypywany (obtaczany) składową o stałej konsystencji.
Panierować można m.in.:
- kotlety z mięsa wieprzowego, drobiu, ryb, rzadziej wołowiny,
- cząstki mięsne (np. udka czy skrzydełka),
- grzyby (np. kanię),
- warzywa (np. cukinia, bakłażan).

Panierowane produkty żywnościowe są następnie smażone. W rezultacie panierowania usmażona potrawa pokryta jest zarumienioną, chrupiącą powłoką, nazywaną również panierką.
Do panierowania zalicza się też zanurzenie produktu w gęstym cieście naleśnikowym, przyrządzonym z dodatkiem np. wody mineralnej lub piwa.